# Wolvey
Wolvey is een civil parish in het bestuurlijke gebied Rugby, in het Engelse graafschap Warwickshire met 1942 inwoners.